# فروتال
فروتال (به پرتغالی: Frutal) یک منطقهٔ مسکونی در برزیل است که در میناز ژرایس واقع شده‌است. فروتال ۲٬۴۲۷ کیلومتر مربع مساحت و ۶۰٬۰۱۲ نفر جمعیت دارد.